# Djurtjulinskij rajon
Il Djurtjulinskij rajon (in russo Дюртюлинский район?) è un municipal'nyj rajon della Repubblica della Baschiria, nella Russia europea.